# 205型潜水艦
205型潜水艦は、ドイツ連邦海軍（西ドイツ海軍ならびに統一ドイツ海軍; ドイツ海軍）が運用していた通常動力型潜水艦の艦級。

## 設計
本型は、ドイツ連邦共和国（西ドイツ）初の国産潜水艦であった201型の直接の発展型にあたる。同型は磁気探知機への対策として非磁性鋼（AM10調質）で建造されたが、これは深刻な腐食の問題を抱えていたことから、これらを是正したのが本型である。
この経緯から、船体素材に関しては試行錯誤がなされることになった。まず建造された5隻（U4～8）は、船体表面に溶融亜鉛めっきを施して防食をはかった。しかしこれも完全な防食とはならなかったことから、201型の更新用として計画された2隻（U1～2）を取り急ぎST-52調質の磁性鋼によって建造したのち、新たな非磁性鋼の選定が試みられた。この選定はかなり難航したため、建造は一時中断されることになった。最終的に、U9・10はAM 53調質、U11はPN18S2調質、U12はアマノックス182M9調質が採用されたが、これらのうち、PN18S2調質がもっとも良好な成績を残したことから、以後の潜水艦ではこれが踏襲されることになった。

## 配備

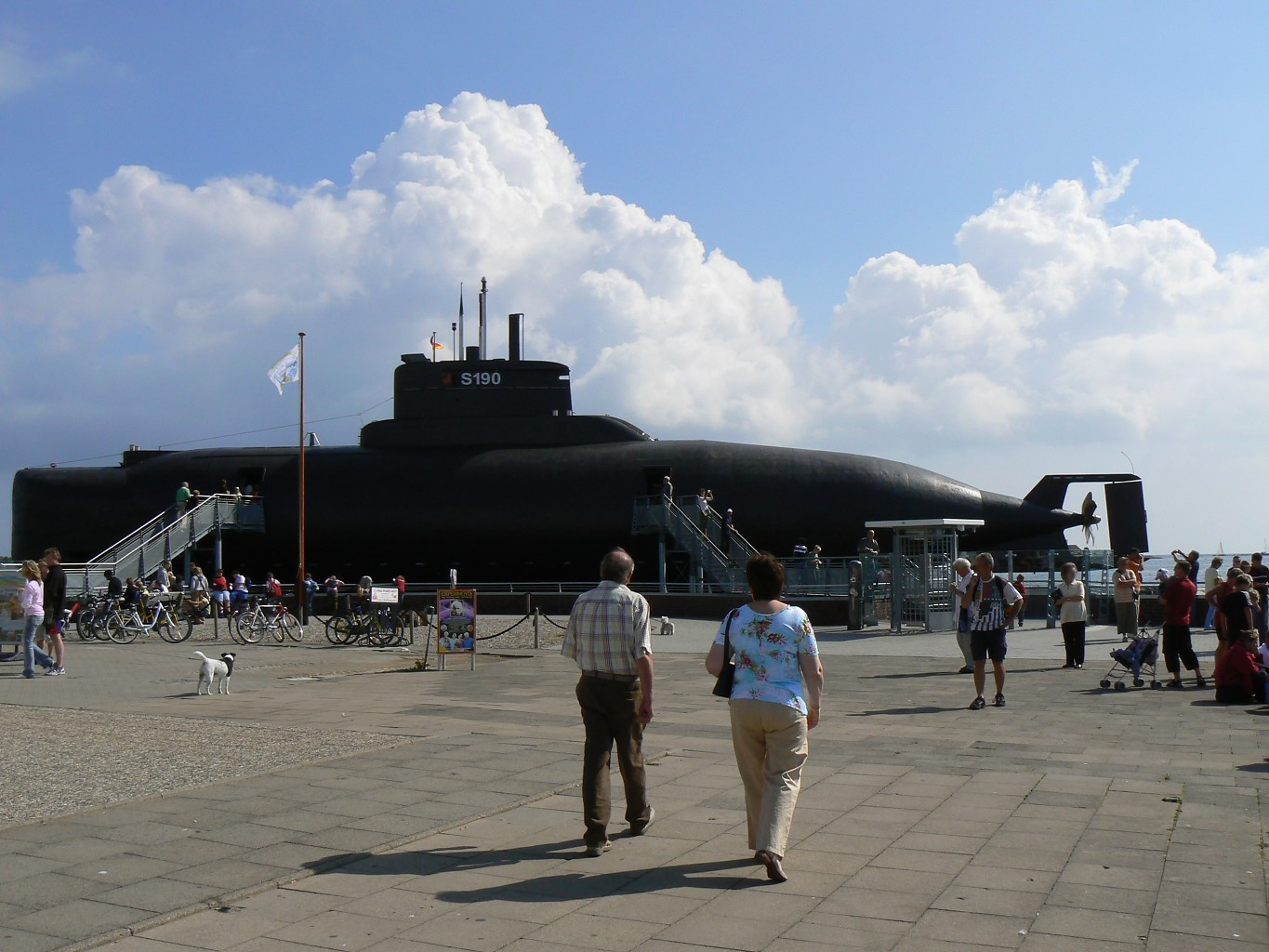
艦尾側からの写真

205型は、ノルウェー海軍およびデンマーク海軍でも採用された。デンマーク海軍では、ナルヴァーレン級 (Narhvalen class) として知られている。デンマーク海軍の要求に適合させるための改修が施されているが、205型との違いはわずかである。ノルウェー海軍向けの準同型艦は、建造所では207型の型式を付与されたが、ノルウェーではコッベン級と呼ばれた。
ドイツ海軍向けは全てHDW造船で、デンマーク海軍向けはコペンハーゲン海軍工廠 (The naval dockyard, Copenhagen) で、それぞれ建造された。
| 運用者         | #    | 艦名                            | 就役            | 退役            | 備考 |
| -------------- | ---- | ------------------------------- | --------------- | --------------- | --- |
| 西ドイツ海軍   | S180 | U1                              | 1967年 6月6日   | 1991年 11月29日 | 解体 HDWに返還され、解体処分される前に、各種の非大気依存推進機関の実装試験に従事した。                                                                                    |
| 西ドイツ海軍   | S181 | U2                              | 1966年 10月11日 | 1993年 3月19日  | 解体 |
| 西ドイツ海軍   | S183 | U4                              | 1962年 11月19日 | 1974年 8月1日   | 解体 |
| 西ドイツ海軍   | S184 | U5                              | 1963年 7月4日   | 1974年 5月17日  | 解体 |
| 西ドイツ海軍   | S185 | U6                              | 1963年 7月4日   | 1974年 8月22日  | 解体 |
| 西ドイツ海軍   | S186 | U7                              | 1964年 3月16日  | 1965年 9月30日  | 解体 |
| 西ドイツ海軍   | S187 | U8                              | 1964年 7月22日  | 1974年 8月9日   | 解体 |
| 西ドイツ海軍   | S188 | U9                              | 1967年 4月11日  | 1993年 6月3日   | シュパイアー技術博物館 (展示艦) |
| 西ドイツ海軍   | S189 | U10                             | 1967年 11月28日 | 1993年 2月16日  | ヴィルヘルムスハーフェン (展示艦) |
| 西ドイツ海軍   | S190 | U11                             | 1968年 6月21日  | 2003年 10月30日 | ポリスチレン・フォームを充填された外殻を取り付けられて複殻式に改装され、 205A型として対潜水艦戦演習における魚雷標的艦任務に従事した。 en:Burgstaaken、en:Fehmarn (展示艦) |
| 西ドイツ海軍   | S191 | U12                             | 1969年 1月14日  | 2005年 6月21日  | ソナー試験に従事し、205B型と呼ばれた。 |
| デンマーク海軍 | S320 | ナルヴァーレン HDMS Narhvalen   | 1970年 2月27日  | 2003年 10月16日 | モスボール保管中 |
| デンマーク海軍 | S321 | ノルトカペレン HDMS Nordkaperen | 1970年 12月22日 | 2004年 2月2日   | モスボール保管中 |